# Licaria
Licaria, biljni rod iz porodice lovorovki, raširen po tropskoj Americi. Postoji preko 70 vrsta.
Pihurimsko drvo iz Brazila, predstavnik je ovog roda, a nekada je uključivano u rod okoteja (Ocotea).

## Vrste
1. Licaria agglomerata van der Werff
2. Licaria alata Miranda
3. Licaria appelii (Mez) Kosterm.
4. Licaria applanata van der Werff
5. Licaria areolata Lundell
6. Licaria armeniaca (Nees) Kosterm.
7. Licaria aurea (Huber) Kosterm.
8. Licaria aureosericea van der Werff
9. Licaria bahiana H.W.Kurz
10. Licaria brasiliensis (Nees) Kosterm.
11. Licaria brenesii W.C.Burger
12. Licaria brittoniana C.K.Allen & L.E.Greg.
13. Licaria camara (R.H.Schomb.) Kosterm.
14. Licaria campechiana (Standl.) Kosterm.
15. Licaria cannella (Meisn.) Kosterm.
16. Licaria capitata (Cham. & Schltdl.) Kosterm.
17. Licaria caribaea Gómez-Laur. & Cascante
18. Licaria carinata H.W.Kurz
19. Licaria caryophyllata Ducke
20. Licaria caudata (Lundell) Kosterm.
21. Licaria cayennensis (Meisn.) Kosterm.
22. Licaria cervantesii (Kunth) Kosterm.
23. Licaria chinanteca Lorea-Hern.
24. Licaria chrysophylla (Meisn.) Kosterm.
25. Licaria clarensis van der Werff
26. Licaria clavata Lundell
27. Licaria cogolloi van der Werff
28. Licaria colombiana van der Werff
29. Licaria comata van der Werff
30. Licaria conoidea Lundell
31. Licaria crassifolia (Poir.) P.L.R.Moraes
32. Licaria cubensis (O.C.Schmidt) Kosterm.
33. Licaria cufodontisii Kosterm.
34. Licaria debilis (Mez) Kosterm.
35. Licaria deltoidea van der Werff
36. Licaria dolichantha H.W.Kurz
37. Licaria endlicheriifolia (Kosterm.) Kosterm.
38. Licaria excelsa Kosterm.
39. Licaria exserta van der Werff
40. Licaria filiformis van der Werff
41. Licaria foveolata (Mez) Lemée
42. Licaria glaberrima (Lundell) C.K.Allen
43. Licaria guatemalensis Lundell
44. Licaria guianensis Aubl.
45. Licaria herrerae (van der Werff) Kosterm.
46. Licaria hirsuta van der Werff
47. Licaria ibarrae (Lundell) Lundell
48. Licaria latifolia (A.C.Sm.) Kosterm.
49. Licaria leonis Gómez-Laur. & A.Estrada
50. Licaria lucida (Lundell) C.K.Allen
51. Licaria macrophylla (A.C.Sm.) Kosterm.
52. Licaria martiniana (Mez) Kosterm.
53. Licaria mexicana (Brandegee) Kosterm.
54. Licaria misantlae (Brandegee) Kosterm.
55. Licaria multiflora (Kosterm.) Kosterm.
56. Licaria multinervis H.W.Kurz
57. Licaria mutisii (Kosterm.) Kosterm.
58. Licaria nayaritensis (Lundell) Lundell
59. Licaria nitida van der Werff
60. Licaria oppositifolia (Nees) Kosterm.
61. Licaria pachycarpa (Meisn.) Kosterm.
62. Licaria parvifolia (Lam.) Kosterm.
63. Licaria peckii (I.M.Johnst.) Kosterm.
64. Licaria pergamentacea W.C.Burger
65. Licaria phymatosa Lorea-Hern.
66. Licaria polyphylla (Nees) Kosterm.
67. Licaria pucheri (Ruiz & Pav.) Kosterm.
68. Licaria quercina Lorea-Hern.
69. Licaria quirirafuina Kosterm.
70. Licaria rigida (Kosterm.) Kosterm.
71. Licaria rodriguesii H.W.Kurz
72. Licaria rufotomentosa van der Werff
73. Licaria sarapiquensis Hammel
74. Licaria sclerophylla van der Werff
75. Licaria sericea (Griseb.) Kosterm.
76. Licaria sessiliflora van der Werff
77. Licaria siphonantha Lorea-Hern.
78. Licaria subbullata Kosterm.
79. Licaria subsessilis van der Werff
80. Licaria tenuifolia Kosterm.
81. Licaria terminalis van der Werff
82. Licaria tomentosa van der Werff
83. Licaria triandra (Sw.) Kosterm.
84. Licaria trinervis van der Werff
85. Licaria triplicalyx Pedralli
86. Licaria urceolata Lundell
87. Licaria velutina van der Werff
88. Licaria vernicosa (Mez) Kosterm.